# Stéphane Bonneau
 (décembre 2010).
Si vous disposez d'ouvrages ou d'articles de référence ou si vous connaissez des sites web de qualité traitant du thème abordé ici, merci de compléter l'article en donnant les références utiles à sa vérifiabilité et en les liant à la section « Notes et références ».
Stéphane Bonneau est un guitariste compositeur de hard rock français.
Il commence sa carrière professionnelle à la fin des années 70 en fondant le groupe Stratos en compagnie de Raphael Garrido et Didier Bernoussi. Stratos se sépare en 1980 après avoir diffusé une maquette chantée en anglais à plusieurs maisons de disques dont Polydor qui proposera à Raphael Garrido un contrat d'enregistrement : ce sera le début de l'aventure Warning.[réf. nécessaire]
En décembre 1981, Stéphane Bonneau rejoint Satan Jokers et participe aux trois albums publiés par ce groupe de 1983 à 1985. Après la séparation du groupe à l'été 1985, il intègre pour une courte durée Attentat Rock en remplacement d'Hervé Raynal, mais quitte ce groupe juste avant qu'il ne se rebaptise Pink Rose.
Stéphane Bonneau produit en 1984 le single du groupe Nocturn intitulé Petite Fille. Il joue également les soli de guitare sur les deux titres de ce single.
Sous le pseudonyme de Stephen, Stéphane Bonneau publie en 1988 un single chez EMI intitulé Chimère (Cette Nuit-là) qui semble n'avoir été diffusé qu'à de rares exemplaires promotionnels et donc jamais officiellement commercialisé.
La reformation de Satan Jokers par Renaud Hantson est l'occasion pour Stéphane Bonneau de renouer avec son ancien groupe et de participer aux nouveaux enregistrements à titre d'invité sans toutefois redevenir membre officiel du groupe.

## Discographie

### Satan Jokers[2]
- 1983: Les Fils Du Métal, édition au format CD par Axe Killer
- 1984: Trop Fou Pour Toi, édition au format CD par Axe Killer
- 1985: III (MINI-LP 6 titres)
- 2005: Best Of Live (live)
- 2008: Hardcore Collectors (compilation + inédits)
- 2009: SJ 2009
- 2009 : Fetish X
- 2011 : Addictions
- 2013 : Psychiatric
- 2014 : Sex Opéra

### Stephen
- Chimère (Cette Nuit-là)/ Rapsody (instrumental) EMI Pathé-Marconi 2024797, 1988, 45 tours / 7" SP[3]

### Nocturn
- Petite Fille / Hors la Loi Scooter Distribution S1 18142, 1984, 45 tours / 7" SP [4]